# ナショナル・レール

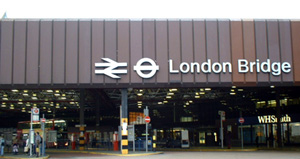
ナショナル・レールの駅。左側のロゴマークがナショナル・レールのもの。

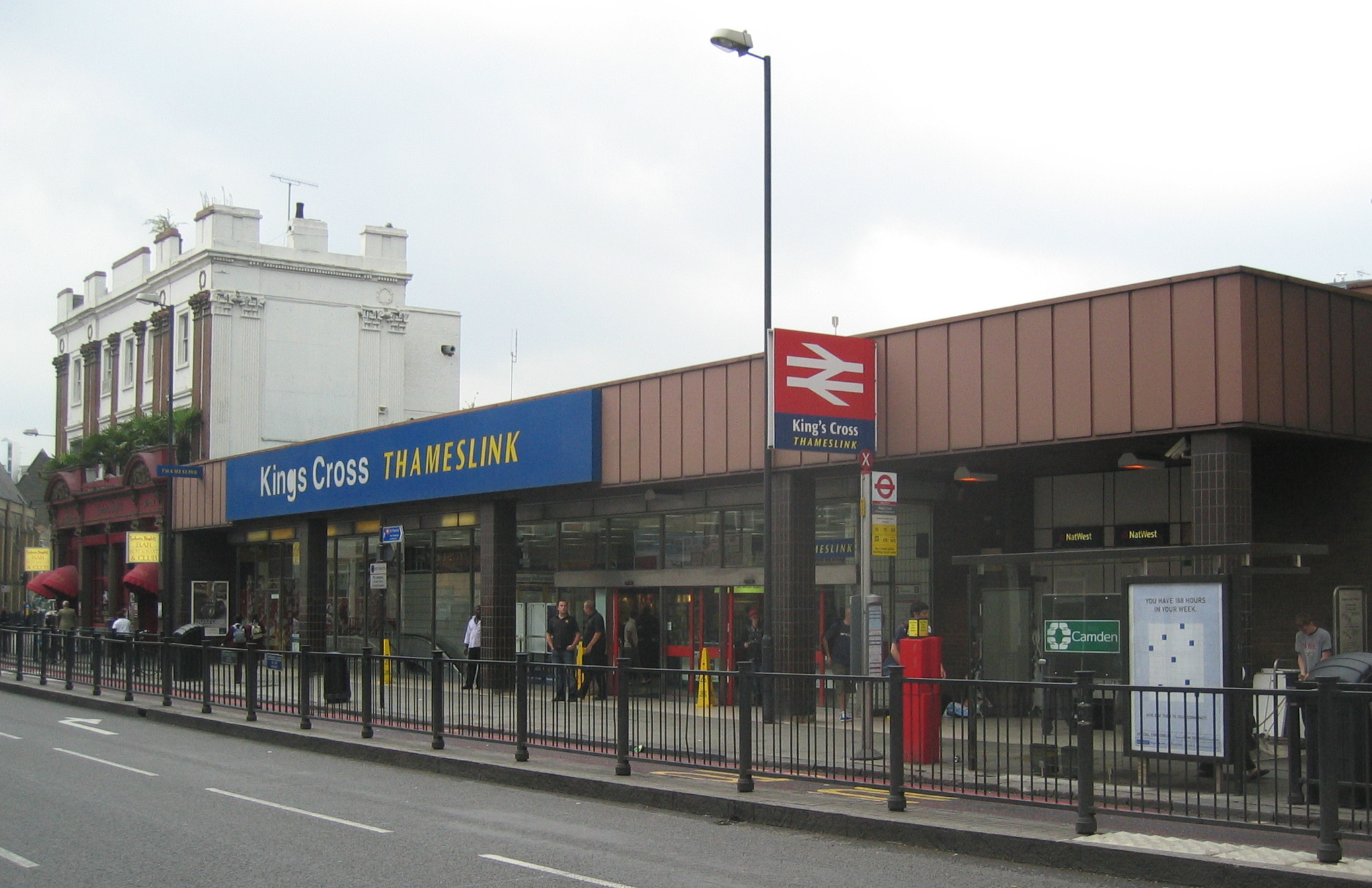
キングス・クロス駅。

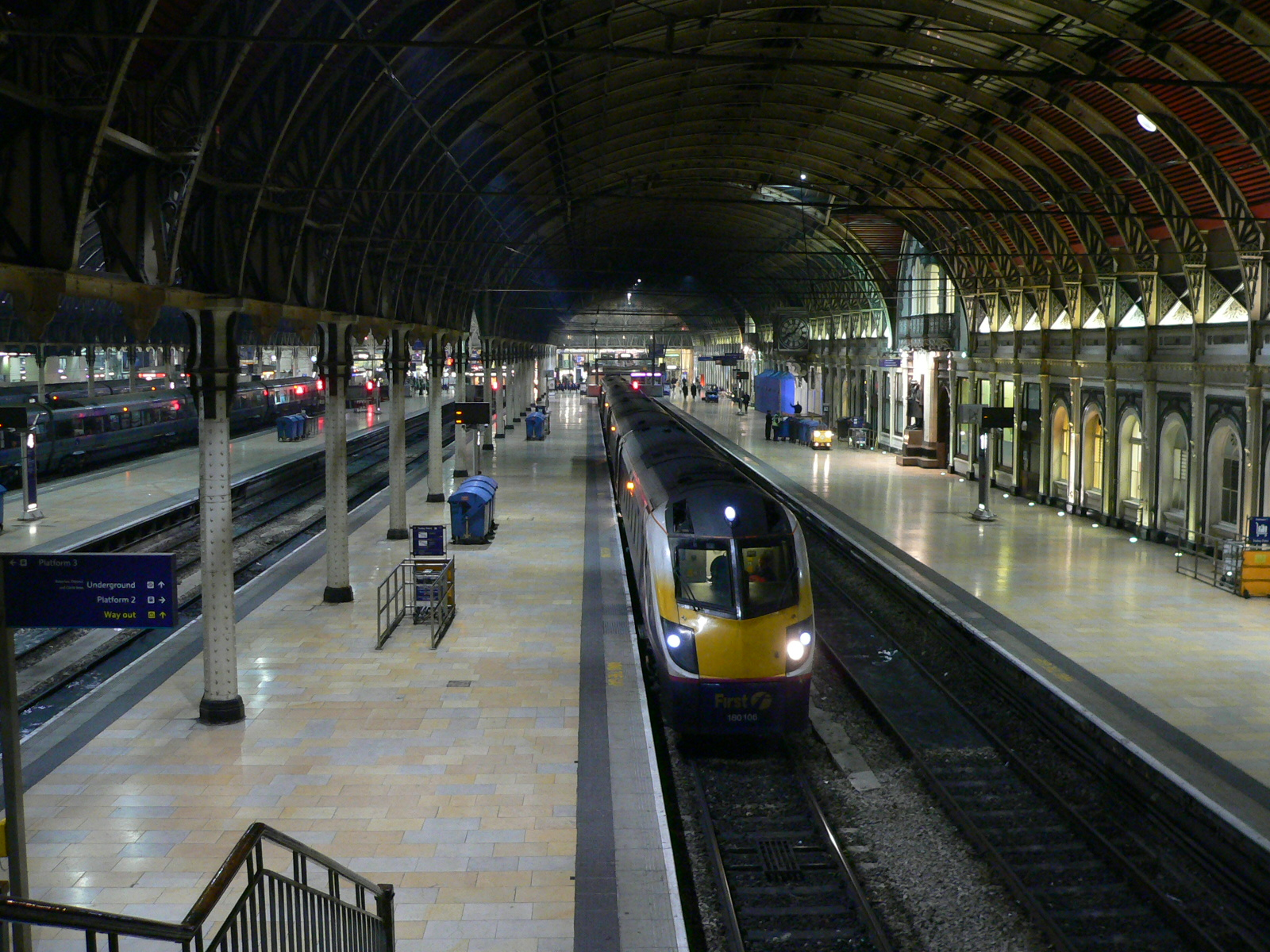
ナショナル・レールの駅。（ロンドン・パディントン駅）

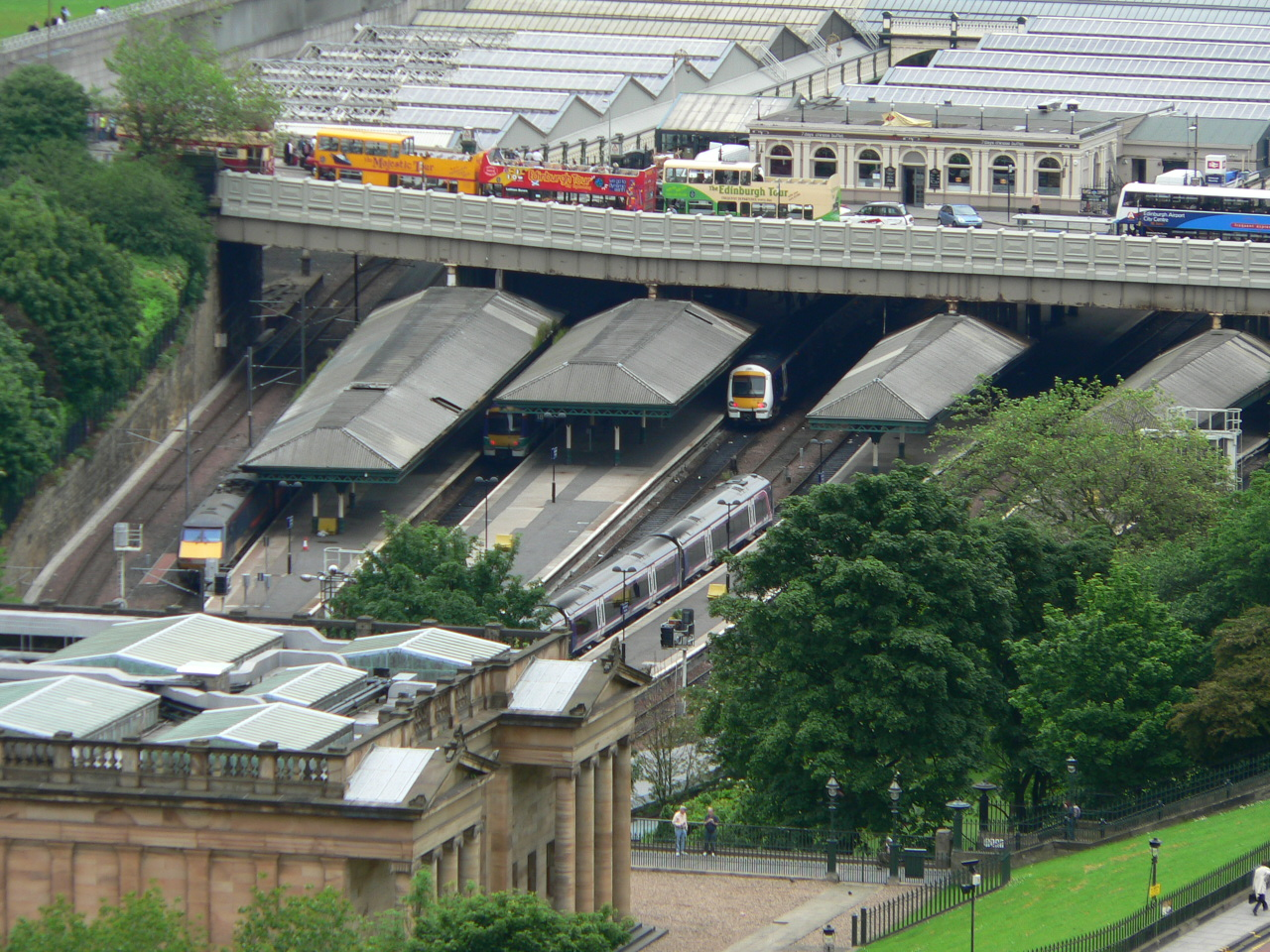
ナショナル・レールの駅。（エディンバラ・ウェーバリー駅）

ナショナル・レール (National Rail) は、イギリスの列車運行会社協会（ATOC）に加盟する列車運行会社の統一ブランド名であり、1994年以降分割民営化された旧国鉄線を中心に使用されている。

このブランドは通常、イギリス国鉄に由来する旅客列車運行会社とそれ以外の運行会社とを区別するものとして使用される。この区別は重要である。ナショナル・レールは切符の発行システムと切符を共通化しているが、他の鉄道会社とは必ずしも共通化されていないからである。
なお、イギリス政府観光庁の日本語資料では英国鉄道と訳されることがあるが、これはイギリス国鉄とは無関係な意味合いがあり直接的な関係はない（イギリス国鉄は「British Rail」） 。

## 「ナショナル・レール」と「ネットワーク・レール」
「ナショナル・レール」 (National Rail)は「ネットワーク・レール」(Network Rail)とは似て非なるものであり、ネットワーク・レールが鉄道インフラの保有及び維持管理する公共企業体であるのに対し、前者は各運行会社による旅客サービス上のブランドである。
ネットワーク・レールとナショナル・レールの路線網は必ずしも一致せず、ネットワーク・レールの保有する路線を走行する一部の旅客列車（ユーロスター、ヒースロー・エクスプレス、Tyne and Wear Metroや、一部のロンドン地下鉄の列車など）は、ナショナル・レールの路線網には含まれない。ロンドン・オーバーグラウンドもナショナル・レールのブランドではないが、実質的にはロンドン交通局に代わりネットワーク・レールの線路上を運行されている。その逆に、ロンドン地下鉄などネットワーク・レール管轄外の線路を走るナショナル・レールの列車も存在する。
また、ナショナル・レールのブランドは旅客列車限定であるのに対し、ネットワーク・レールの路線の多くは貨物列車も利用し、中には貨物専用線も存在する。

## 列車運行会社
ナショナル・レールの列車は運行系統ごとに24社の民間列車運行会社（Train Operating Companies、TOCs）が運行し、（各社の一覧はイギリスの列車運行会社一覧を参照）ATOCは全国時刻表や旅行プランナー、情報サービスの提供についてなど、列車運行会社の共通の告知およびいくらかの中央の調整を行う。

## 他のイギリスの旅客列車運行会社
一部の大都市にはロンドン地下鉄、ドックランズ・ライト・レイルウェイ、ブラックプール・トラムウェイ、トラムリンク、グラスゴー地下鉄、Tyne and Wear Metro、マンチェスター・メトロリンク、シェフィールド・スーパートラム、ウェスト・ミッドランズ・メトロおよびノッティンガム・エクスプレス・トランジットなどの公営の都市鉄道があり、基本的にナショナル・レールには属していないものの、旧国鉄の路線に乗り入れる区間でナショナル・レールが管轄する箇所も存在する。
その一方、大部分が自社路線であるMerseyrailはナショナル・レールの一部であり、またカーディフ(Valley Lines)、グラスゴー(Strathclyde Partnership for Transport)およびウェスト・ヨークシャー（West Yorkshire Passenger Transport Executive）の地方交通局管轄の列車はナショナル・レールのみの運行である。
ヒースロー・エクスプレスおよびユーロスターはネットワーク・レールの線路を運行するが、ナショナル・レールには属さない。さらに1949年にイギリス本土の鉄道網から分離独立し、1966年に発足した北アイルランド鉄道、および保存鉄道もナショナル・レールの対象外である。

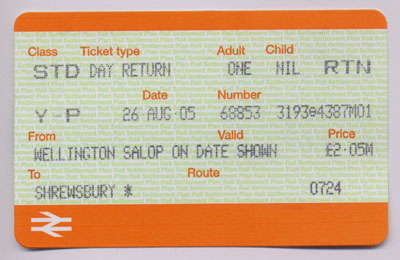
ナショナル・レールの切符

## 乗車券
ナショナル・レールは、イギリス国鉄から乗車券発売業務を継承している。切符はナショナル・レールの全区間で通用し、すべての有人駅で購入可能である。
また、ほとんどの切符は適正な乗車ルートであれば、全ての列車運行会社の列車で相互利用が可能である。例外はロンドンとガトウィック空港の間を乗車する場合で、2006年3時点では3社が自社の列車以外は有効ではない切符を発券している（ガトウィック・エクスプレス以外の列車なら有効なロンドン・ガトウィック切符(London-Gatwick ticket)というのもある）。また、いくらかの他の区間では、相互利用可能な切符より安い、その運行会社専用の切符を発売している。
オイスター・カードでの支払い・乗車は、最終的にトラベルカードの計画に全路線への対応を発表しているが（Chiltern Railwaysc2c）、大ロンドンのナショナル・レールの数駅でのみ使用可能な状態に留まっている。
切符購入設備が利用可能な駅から切符を持たずに乗車した乗客は、片道の最大料金または往復料金の支払いを請求される。路線によっては罰金（切符を持たない乗客は最大20ポンドもしくは次の駅までの最大往復料金）をの支払いが要求される。罰金の徴収は通常の検札員はできず、認可されたRevenue Protection Inspectorsのみが可能である。
ナショナル・レールは多くのイギリス鉄道旅行に関するテクニカル・マニュアルを配布しており、また各鉄道会社もそれぞれのウェブサイトでナショナル・レールの運行情報の提供を行っている。

## 時刻表
個別の路線のポケット時刻表は多くの駅で無料配布されている。かつては3000ページを越える全区間掲載の時刻表も発売されていたが、2007年5月発行の版をもって冊子体の提供は終了し、現在はOAG Rail guide (ISSN 1365-6112)の形式で入手可能である。
時刻表および切符の予約ができるウェブサイトでは、選択した路線の運行情報をリアルタイムに提供している。